# 2026年ミラノ・コルティナダンペッツォオリンピックの山岳スキー競技
2026年ミラノ・コルティナダンペッツォオリンピックの山岳スキー競技は同大会で追加種目として実施される山岳スキーである。

## 概要
本競技は山岳スキーを管轄する国際山岳スキー連盟が管轄。競技は2月19日に男女スプリント、21日に混合リレーを実施。2021年、2020年東京オリンピック開催中の東京でのIOC総会で追加種目としての実施が承認された。

## 出場選手
開催国イタリアから各1枠、他2025年世界選手権上位、各大陸1枠、W杯ランク4枠（混合のみ5枠）が与えられる。